# Olaf Kaska
Olaf Kaska (15 de enero de 1973) es un deportista alemán que compitió en remo como timonel. Ganó tres medallas en el Campeonato Mundial de Remo entre los años 1992 y 2003.

## Palmarés internacional
| Campeonato Mundial | Campeonato Mundial | Campeonato Mundial | Campeonato Mundial      |
| Año                | Lugar              | Medalla            | Prueba                  |
| ------------------ | ------------------ | ------------------ | ----------------------- |
| 1992               | Montreal (Canadá)  | Medalla de bronce  | Ocho con timonel ligero |
| 1998               | Colonia (Alemania) | Medalla de oro     | Ocho con timonel ligero |
| 2003               | Milán (Italia)     | Medalla de oro     | Ocho con timonel ligero |